# Gland du clitoris
Pour les articles homonymes, voir Gland.
Le gland du clitoris (glans clitoridis) est une des parties externes et visibles du clitoris.

## Anatomie

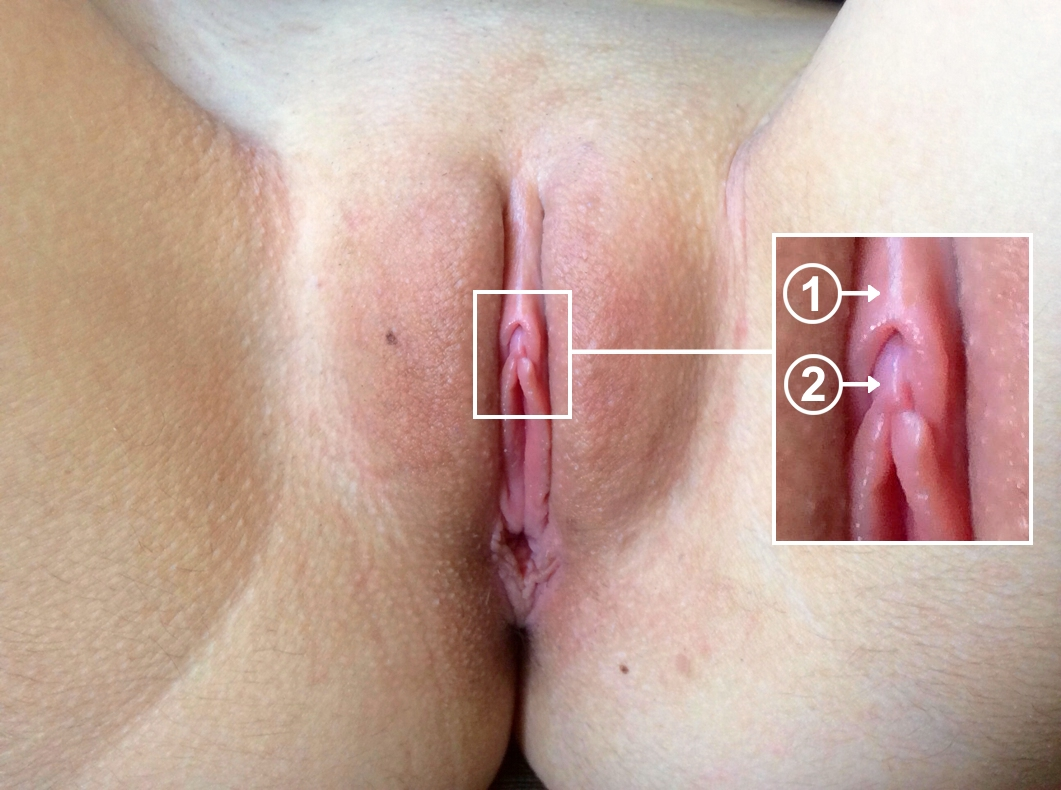
Détails visibles du clitoris.
(1) : Capuchon du clitoris
(2) : Gland du clitoris

Le gland du clitoris est l'extrémité du corps du clitoris, de forme arrondie ou conique. D'une dimension variant entre 2 mm et 1 cm, il peut selon les femmes être protubérant, caché par le capuchon ou par les petites lèvres, ou encore être complètement inaccessible à la vue. Il est relié aux petites lèvres dans sa partie basse par deux freins, rarement symétriques. Sa couleur, tout comme celle des petites lèvres, varie selon la densité en artérioles et capillaires sanguins : rose pâle chez les jeunes filles, plus rougeâtre chez les femmes non ménopausées, généralement plus terne chez les femmes ménopausées, pouvant quelquefois virer au bleu-gris chez certaines femmes âgées. Dans quelques cas peu fréquents, ce gland est doté d'un orifice de 4 à 6 mm, sans fonction physiologique connue. La part la plus souvent visible du gland est formée d'un tissu spongieux, recouvert d'un épithélium non kératinisé.
Les recherches sont contradictoires quant à savoir si le gland est composé ou non de tissu érectile. Bien que le corps clitoridien s'engorge de sang lors de l'excitation sexuelle, érigeant le gland clitoridien, certaines sources décrivent le gland clitoridien et les petites lèvres comme composés de tissu non érectile ; c'est particulièrement le cas pour le gland,. Elles affirment que le gland clitoridien et les petites lèvres ont des vaisseaux sanguins dispersés dans une matrice fibreuse et n'ont qu'une quantité minimale de muscle lisse, ou que le gland clitoridien est « une structure médiane, densément neurale et non érectile », « non érectile par nature, mais en continuité directe avec le corps érectile auquel il est attaché ». D'autres descriptions du gland affirment qu'il est composé de tissu érectile et que du tissu érectile est présent dans les petites lèvres,,. Le gland peut être noté comme ayant des espaces vasculaires glandulaires qui ne sont pas aussi proéminents que ceux du corps clitoridien, les espaces étant davantage séparés par les muscles lisses que dans le corps et la crura. Le tissu adipeux est absent dans les petites lèvres, mais l'organe peut être décrit comme étant constitué de tissu conjonctif dense, de tissu érectile et de fibres élastiques,,.
On estime que le gland clitoridien, ou l'ensemble du clitoris, compte 8 000, voire 10 000 ou plus, terminaisons nerveuses sensorielles. Parmi elles figurent des récepteurs tels que les corpuscules de Pacini, et les corpuscules de Krause.
Le gland du clitoris est couvert par le capuchon du clitoris qui est également externe et qui est attaché aux petites lèvres.

## Vocabulaire
Le mot clitorophallus désigne de manière plus générale le gland, quel que soit le sexe de la personne, dont les définitions recouvrent au moins partiellement celle de micropénis[pertinence contestée]. L'équivalent du gland du clitoris chez l'homme est le gland du pénis.

## Physiologie
Le gland du clitoris est - en moyenne - a à peu près la taille d'un pois bien qu'il puisse être significativement plus petit ou plus grand. C'est une zone érogène très sensible, contenant autant de terminaisons nerveuses que l'équivalent masculin mais concentrées sur une plus petite surface le rendant très sensible à la stimulation sexuelle. Lors de l'excitation, le gland se gorge de sang et parfois émerge du capuchon.

## Mutilation
L'ablation du clitoris fait partie des pratiques, illégales dans la majorité du monde, de mutilations génitales féminines. Elles induisent de nombreuses complications urologiques, gynécologiques ou obstétricales. Il est aujourd'hui possible de tenter une reconstruction chirurgicale du clitoris avec des résultats satisfaisants.